# Maria Pia von Savoyen

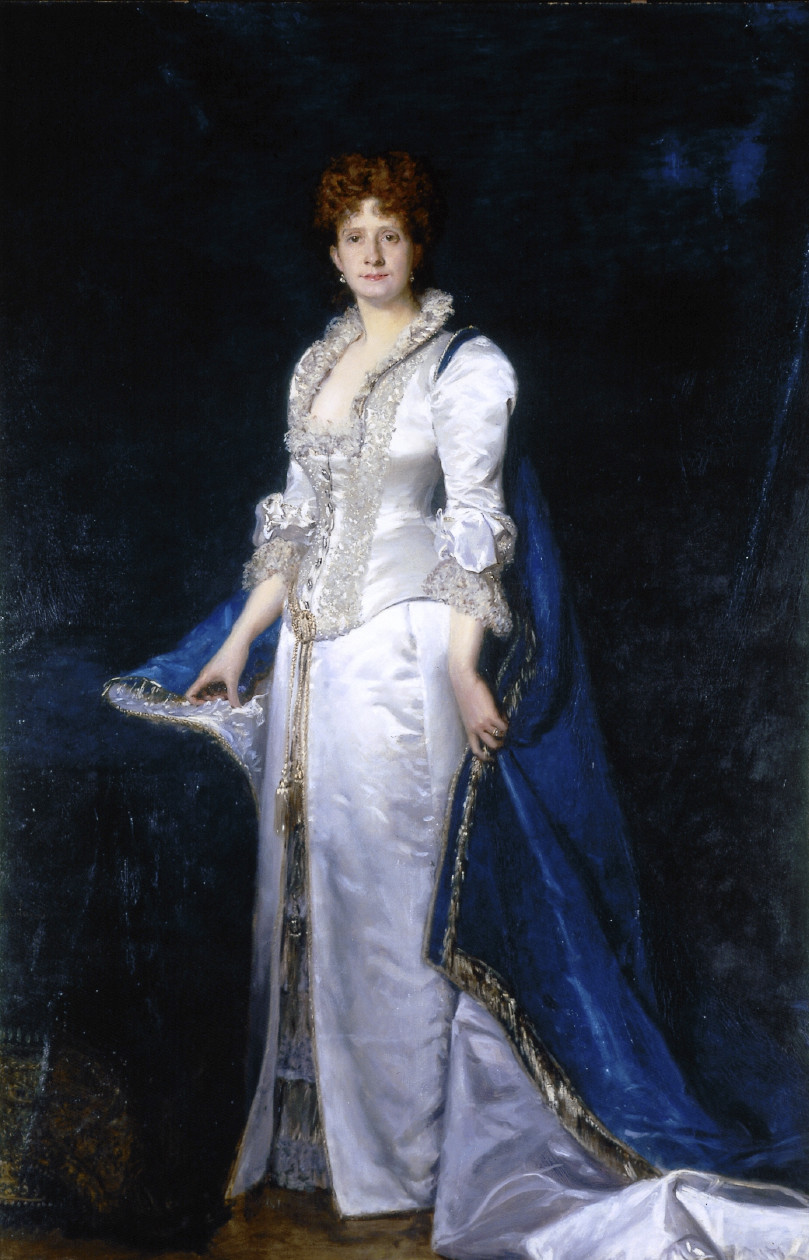
Emile Auguste Carolus-Duran: Maria Pia von Savoyen, spätere Königin von Portugal; Öl auf Leinwand, 1880

Maria Pia von Savoyen (* 16. Oktober 1847 in Turin; † 5. Juli 1911 auf Schloss Stupinigi in Turin) entstammte dem Hause Savoyen und war Prinzessin von Italien sowie als Gemahlin König Ludwigs I. seit 1862 Königin von Portugal. Sie entwickelte eine umfassende karitative Tätigkeit, gründete Kinderkrippen und initiierte 1876 die Einrichtung eines Spendenfonds für die durch großflächige Überschwemmungen geschädigten Bürger. Andererseits wurde ihr Hang für Luxus und teure Kleidung zu einer Zeit schwerer wirtschaftlicher Depression kritisiert. Nach dem Tod ihres Gemahls 1889 diente sie zweimal als Regentin während der Abwesenheit des neuen Königs, ihres Sohns Karl I., dessen Ermordung 1908 sie sehr traf. Nach dem Sturz der Monarchie 1910 ging sie ins Exil nach Italien.

## Leben

### Frühes Leben; Heirat mit Ludwig I. von Portugal

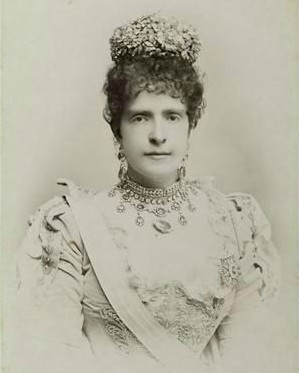
Maria Pia von Savoyen, Königin von Portugal, 1887

Maria Pia wurde als fünftes Kind und zweite Tochter von Viktor Emanuel II., König von Sardinien-Piemont (dem späteren ersten König von Italien) und der Erzherzogin Adelheid von Österreich geboren. Sie hatte sieben Geschwister, darunter König Umberto I. von Italien und Amadeus von Savoyen, König von Spanien. Papst Pius IX. war ihr Taufpate. Bereits im Alter von sieben Jahren verlor Maria Pia ihre Mutter. Sie kam dann in die Obhut der Gräfin von Vila Marina, die sie sorgfältig erzog. Ihre Kindheit war von Kämpfen zwischen dem Königreich Sardinien und dem österreichischen Habsburgerreich überschattet.
Als Maria Pia erst ein 14-jähriges Mädchen war, ließ König Ludwig I. von Portugal durch den hochrangigen Diplomaten Luís António de Abreu e Lima, Visconde da Carreira, um ihre Hand anhalten. Zu diesem Zweck reiste der Visconde nach Turin und handelte den am 9. August 1862 abgeschlossenen Ehevertrag aus. Demzufolge gab König Ludwig I. seiner Tochter eine Mitgift von 500.000 Franken, eine Aussteuer von 100.000 Franken und Schmuck im Wert von 250.000 Franken. Die von Andrea Charvaz, Erzbischof von Genua, zelebrierte Ferntrauung Maria Pias fand am 27. September 1862 in Turin statt, wobei Eugenio Emanuele, Prinz von Carignan-Savoyen die Stelle ihres Gemahls einnahm.
Zwei Tage später schiffte sich Maria Pia in Genua an Bord der Korvette Bartolomeu Dias in Begleitung anderer Korvetten nach Lissabon ein. Dort kam sie am 5. Oktober 1862 an und ankerte vor dem Stadtteil Belém, woraufhin sofort ihr Bräutigam, der frühere König Ferdinand II. und Vertreter des Staatsrats an Bord ihres Schiffs gingen und sie begrüßten. Am nächsten Tag, dem 6. Oktober 1862, ging die Königin an Land und wurde auf den Platz Praça do Comércio geführt, wo ihr zu Ehren ein prächtiger Pavillon mit Inschriften, die sie willkommen hießen, errichtet worden war. Die vom Kardinalpatriarchen von Lissabon, Manuel I. Bento Rodrigues da Silva, geleitete persönliche Hochzeit Maria Pias und Ludwigs I. fand am gleichen Tag in der Kirche Igreja de São Domingos statt. Die anschließenden Hochzeitsfeierlichkeiten dauerten drei Tage. Dazu gehörte die prächtige Beleuchtung öffentlicher Gebäude und vieler Privathäuser sowie die Abhaltung von Feuerwerken, Galakonzerten und einer Parade.

### Königin
Ein Jahr nach ihrer Heirat gebar Maria Pia 1863 den späteren König Karl I. von Portugal. 1865 brachte sie den Prinzen Alfons Heinrich, Herzog von Porto zur Welt.
Als Königin trug sie einen Hang für Luxus, Feste und Kostümbälle zur Schau. Insbesondere legte sie Wert auf elegante Kleidung, was ihr in den letzten Jahren der portugiesischen Monarchie wegen ihrer exorbitanten Ausgaben für Mode seitens der antimonarchistischen Presse massive Kritik eintrug. Angeblich soll sie den wiederholten Vorwürfen mit dem in Portugal berühmten Zitat: „Wer Königinnen wünscht, soll sie auch bezahlen“ (Quem quer rainhas paga-as) begegnet sein.
Aus der Politik hielt sich Maria Pia während der Regierungszeit ihres Gatten weitgehend heraus. Als aber der Herzog von Saldanha am 19. Mai 1870 eine Militärrevolte anzettelte, die königliche Residenz Palácio Nacional da Ajuda belagerte und die Entlassung des Kabinetts des Herzogs von Loulé erzwang, zeigte sie politischen Eifer und soll Saldanha zurückgerufen haben: „Wenn ich der König wäre, würde ich Sie erschießen lassen.“
Maria Pia war auch karitativ tätig und setzte sich für die 1868 tatsächlich erfolgte Abschaffung der Sklaverei in den portugiesischen Kolonien ein. Als sie am 2. Oktober 1873 in Cascais weilte und mit ihren beiden kleinen Söhnen entlang der Küste spazierte, riss eine Welle ihre Kinder mit. Sie stürzte sich ins Meer, um ihnen zu Hilfe zu eilen, musste dann aber selbst durch den Assistenten des Leuchtturmwärters von Guia, der sie und ihre Söhne an Land zog, gerettet werden. Als großflächige Überflutungen infolge starker Regenfälle im strengen Winter 1876 Felder und Häuser überschwemmten und viele Familien in Armut stürzten, initiierte die Königin ein Komitee zur Sammlung von Spenden. Aus den so erhaltenen Geldern richtete sie einen Sonderfonds ein, mit dem sie später auch vielen von harten Wintern betroffenen Familien half. Sogar die politische Opposition lobte in einer Sitzung der Abgeordnetenkammer im Januar 1877 die wohltätige Aktion der Königin. Im gleichen Jahr schlug Maria Pia vor, den infolge großer Dürren vom Hunger heimgesuchten Einwohnern von Ceará einen bedeutenden Betrag aus dem Fonds für die Flutkatastrophenopfer zu spenden. Dieser Antrag wurde genehmigt. Vom Volk wurde sie „wohltätiger Engel“ genannt.
Zu weiteren karitativen Aktivitäten der Königin gehörte die Gründung zahlreicher sozialer Einrichtungen, so im November 1878 die Stiftung der Kinderkrippe Vitor Manuel in der Grünanlage Tapada da Ajuda in der Gemeinde Alcântara. Als die Nachricht vom Brand des in Porto gelegenen Teatro Baquet (März 1888) in Lissabon eintraf, reiste Maria Pia sofort mit ihrem Sohn in Trauerkleidung, um ihre Anteilnahme zu bekunden, zur Unglücksstelle. Sie spendete den Opfern Trost und verteilte Almosen an viele durch den Brand Geschädigte. Daraufhin wurde sie in Porto als „Mutter der Armen“ gefeiert.

### Königinwitwe, Exil und Tod
Nach dem Tod ihres Gatten Ludwig I. am 19. Oktober 1889 und der anschließenden Thronbesteigung ihres Sohnes als Karl I. widmete sich Maria Pia intensiv ihren sozialen Projekten, die ihr schon als Königsgattin wichtig gewesen waren. Sie nahm eine dominante Stellung am Hof ein und diente zweimal als Regentin während der Abwesenheit des neuen Königspaares. Das erste Mal trat dieser Fall 1902 ein, als König Karl I. und seine Gattin Amélie d’Orléans die spanische Königsdynastie besuchten, das zweite Mal im Dezember 1904, als sie auf Einladung König Eduards VII. nach England reisten. Maria Pia war Großmeisterin des Ordens der heiligen Isabella und Präsidentin zahlreicher portugiesischer Wohltätigkeitsorganisationen wie der Vereinigung der Kindertagesstätten.
Am 1. Februar 1908 starben Karl I. und der Erbprinz Ludwig Philipp bei einem von politischen Extremisten verübten Attentat. Der gewaltsame Tod ihres Sohns und ihres Enkels hatte Maria Pia tief erschüttert. Während ihrer letzten Jahre in Portugal zeigten sich bei ihr Anzeichen von Senilität und sie präsentierte sich nur noch selten in der Öffentlichkeit.
Zutiefst verärgert über die Absetzung ihres anderen Enkels Manuel II. und der Auflösung der Monarchie am 5. Oktober 1910 ging Maria Pia mit dem Rest der königlichen Familie ins Exil nach Italien. Dort – in ihrem ursprünglichen Heimatland – fand sie Zuflucht bei ihrer Schwägerin Margarethe. Die schwermütig gewordene, an Arteriosklerose laborierende Königinwitwe starb am 5. Juli 1911 im Alter von 63 Jahren an einer Herzkrankheit und wurde, wie die meisten späten Mitglieder des Hauses Savoyen, im königlichen Mausoleum in der Basilika von Superga bei Turin bestattet.

## Ehrungen
Die 1877 bei Porto erbaute Ponte Maria Pia trägt ihren Namen. Außerdem wurden zwei Krankenhäuser nach ihr benannt, das 1882 eröffnete Hospital Maria Pia in Porto und das Hospital Josina Machel in Luanda, Angola zwischen 1883 und 1977.

## Nachkommen
Maria Pia von Savoyen hatte mit Ludwig I. von Portugal zwei Söhne:
- Karl I. (* 28. September 1863; † 1. Februar 1908)
- Alfons Heinrich, Herzog von Porto (* 31. Juli 1865; † 21. Februar 1920)